# Lyreco
Lyreco – międzynarodowy dostawca artykułów biurowych. Wśród produktów oferowanych przez firmę znajdują się m.in. artykuły piśmiennicze, papier, galanteria biurowa, meble, tonery i drukarki. Oprócz dystrybucji artykułów biurowych wiodących producentów, oferuje również własną markę Lyreco (do 2009 nosiła nazwę Impega).

## Historia
Firma została założona przez M. Gasparda w 1926 roku w Valenciennes we Francji. Pierwotnie firma nosiła nazwę Gaspard, od nazwiska założyciela. W 1985 zmieniono nazwę na Lyreco. Początkowo firma rozwijała się na terytorium francuskim. W latach '70 XX wieku Lyreco rozpoczęło ekspansję poza granice kraju. Obecnie Lyreco posiada oddziały w 27 krajach na całym świecie.

## Lyreco na świecie
Kraje, w których obecne jest Lyreco:
- Australia
- Austria
- Belgia
- Czechy
- Dania
- Egipt
- Finlandia
- Francja
- Hiszpania
- Holandia
- Hongkong
- Irlandia
- Kanada
- Korea Południowa
- Luksemburg
- Malezja
- Niemcy
- Norwegia
- Polska
- Singapur
- Słowacja
- Szwajcaria
- Szwecja
- Tajlandia
- Węgry
- Wielka Brytania
- Włochy

Lyreco podpisało również umowy partnerskie z korporacjami OfficeMax, Waltons, Askul, OfficePro i Office Products Depot, dzięki czemu zasięg firmy obejmuje Nową Zelandię, Japonię, Południową Afrykę, Meksyku i Stany Zjednoczone.

## Lyreco w Polsce
Lyreco działa na polskim rynku od 1997 roku. Pierwsza siedziba firmy znajdowała się w Warszawie. W 2004 roku biuro i centralny magazyn firmy zostały przeniesione do podwarszawskiego Sokołowa. Oprócz biura i magazynu centralnego Lyreco posiada również 13 Regionalnych Centrów Dystrybucji. Firma zatrudnia ok. 600 osób, w tym pracowników biurowych, magazynowych, kurierów i przedstawicieli handlowych.